# Arenga
Genre
Classification phylogénétique
Arenga est un genre de la famille des Arecaceae (les palmiers) comprenant 25 espèces natives des régions tropicales du sud et du sud-est de l'Asie.
Ce sont des palmiers à feuilles pennées de taille petite à moyenne, atteignant de 2 à 20 mètres suivant les espèces.

## Utilisation

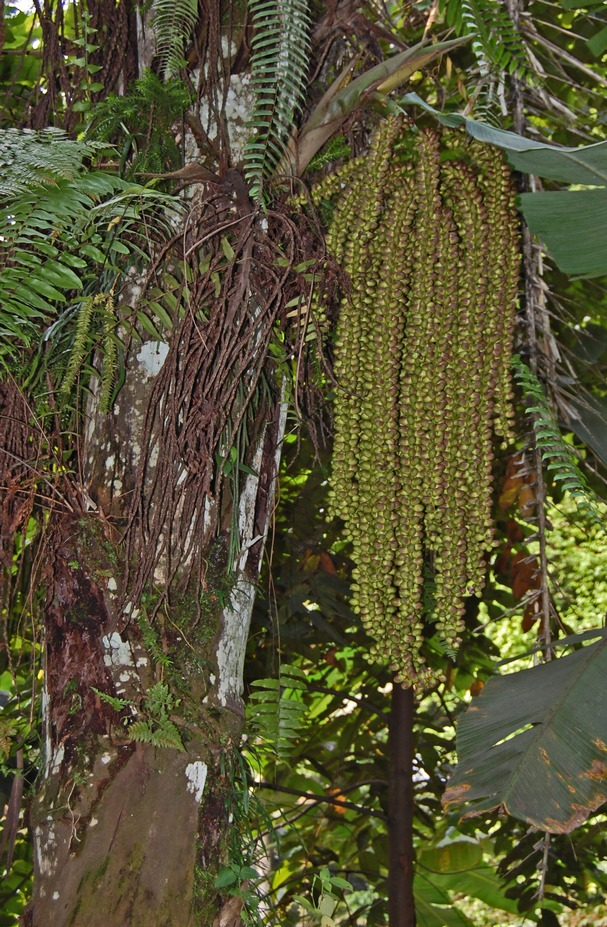
Inflorescence de l'Arenga pinnata

Dans ce genre Arenga, l'espèce Arenga pinnata tient une place à part par son importance économique. 
C'est un palmier de taille moyenne pouvant atteindre une taille de 20 mètres, avec le tronc recouvert de la base des pétioles fanées. Les inflorescence sont d'un jaune éclatant. Les feuilles pennées atteignent en moyenne 3 m de long.
La sève de l'Arenga pinnata est commercialisée dans le sud-est de l'Asie. Elle donne un sucre roux connu en Inde sous le nom de gur. Elle peut aussi être fermentée en vinaigre ou en vin. 
Le fruit est également utilisé, bien qu'il doit être préparé avant sa consommation, car le jus et la pulpe sont caustiques.

## Liste des espèces
- Arenga australasica (H.Wendl. & Drude) S.T.Blake ex H.E.Moore
- Arenga brevipes Becc.
- Arenga caudata (Lour.) H.E.Moore
- Arenga distincta Mogea
- Arenga engleri Becc.
- Arenga hastata (Becc.) Whitmore
- Arenga hookeriana (Becc.) Whitmore
- Arenga listeri Becc. ex Oliv.
- Arenga longicarpa C.F.Wei
- Arenga longipes Mogea
- Arenga micrantha C.F.Wei
- Arenga microcarpa Becc.
- Arenga mindorensis Becc.
- Arenga nana (Griff.) H.E.Moore
- Arenga obtusifolia Mart.
- Arenga pinnata (Wurmb) Merr.
- Arenga plicata Mogea
- Arenga porphyrocarpa (Blume ex Mart.) H.E.Moore
- Arenga retroflorescens H.E.Moore & Meijer
- Arenga ryukyuensis A.J.Hend.
- Arenga talamauensis Mogea
- Arenga tremula (Blanco) Becc.
- Arenga undulatifolia Becc.
- Arenga westerhoutii Griff.
- Arenga wightii Griff.